# Dois Irmãos do Buriti
Dois Irmãos do Buriti este un oraș în Mato Grosso do Sul (MS), Brazilia.